# Elbphilharmonie
Elbphilharmonie (tradução literal: "Filarmônica do Elba") é uma sala de concertos localizada no distrito de HafenCity, em Hamburgo, na Alemanha, na península de Grasbrook, no rio Elba. É uma das maiores e mais acusticamente avançadas salas de concerto do mundo. É popularmente apelidado de Elphi.
A nova construção vítrea se assemelha a uma vela de embarcações, a uma onda de água ou a um cristal de quartzo; foi construída sobre um prédio de um armazém antigo (Kaispeicher A, construído em 1963) perto do histórico Speicherstadt e foi projetada pela firma de arquitetura Herzog & de Meuron. É o prédio habitado mais alto de Hamburgo, com uma altura de 108 metros.
A Elbphilharmonie foi oficialmente inaugurada com concertos da Orquestra NDR da Filarmônica do Elba e um show de luzes em 11 de janeiro de 2017.

## Controvérsias
O projeto foi criticado devido ao estouro do orçamento e ao atraso na sua obra. A construção estava inicialmente estimada em 200 milhões de euros mas ao final custou 870 milhões de euros. Entretanto, após sua inauguração, o jornal Der Spiegel demonstrou que o custo a mais foi relativamente modesto quando comparado com outros megaprojetos internacionais.